# Gymnobothrus anchietae
Gymnobothrus anchietae är en insektsart som beskrevs av Bolívar, I. 1889. Gymnobothrus anchietae ingår i släktet Gymnobothrus och familjen gräshoppor. Inga underarter finns listade i Catalogue of Life.